# Say Lou Lou
Say Lou Lou inicialmente conocido como (Saint Lou Lou) es un dúo australiano-sueco conformado por las hermanas gemelas Elektra y Miranda Kilbey-Jansson. Son hijas de Steve Kilbey, vocalista y bajista de la banda de rock australiana The Church y de Karin Jansson, miembro de la banda de new wave sueca Pink Champagne. Se criaron tanto en Suecia como en Australia.
La carrera de las gemelas Kilbey comienza en el año 2012, cuando su canción "Maybe You" llegó a los oídos de la compañía discográfica francesa Kitsuné. En 2013 las chicas fundan su propia disquera llamada á deux. 
En 2015 lanzaron su disco debut Lucid Dreaming el cual alcanzó el puesto #49 en Suecia. De este disco se desprenden los sencillos "Julian", "Everything We Touch", "Games for Girls", "Hard for a Man" y "Nothing but A Heartbeat" canción con la que ganaron un Grammy sueco por "Video del año".
En 2018 las chicas lanzan su segundo trabajo discográfico titulado Immortelle.

## Discografía

### Álbumes
| Título         | Detalles | Máxima Posicióp |
| Título         | Detalles | Suecia          |
| -------------- | --- | --------------- |
| Lucid Dreaming | - Fecha de lanzamiento: 23 de febrero de 2015 - Compañía discográfica: à Deux, Cosmos - Formatos: CD, LP, descarga digital | 49              |
| Immortelle     | - Fecha de lanzamiento: 26 de octubre de 2018 - Compañía discográfica: à Deux, Cosmos - Formatos: CD, LP, descarga digital | —               |

### Sencillos
| Título                            | Año  | Álbum          |
| --------------------------------- | ---- | -------------- |
| "Maybe You"                       | 2012 | Sin álbum      |
| "Julian"                          | 2013 | Lucid Dreaming |
| "Better in the Dark"              | 2013 | Sin álbum      |
| "Everything We Touch"             | 2014 | Lucid Dreaming |
| "Games for Girls" (con Lindstrøm) | 2014 | Lucid Dreaming |
| "Nothing but a Heartbeat"         | 2015 | Lucid Dreaming |
| "Blue on Blue"                    | 2015 | Sin álbum      |
| "Hard for a Man"                  | 2015 | Lucid Dreaming |
| "Stayin' Alive"                   | 2016 | Sin álbum      |
| "Ana"                             | 2018 | Immortelle     |
| "Golden Child"                    | 2018 | Immortelle     |
| "The Look of Love"                | 2019 | Sin álbum      |